# Кльон (Великопольське воєводство)
Кльон (пол. Klon) — село в Польщі, у гміні Чайкув Остшешовського повіту Великопольського воєводства.
Населення — 315 осіб (2011).
У 1975-1998 роках село належало до Каліського воєводства.

## Демографія
Демографічна структура станом на 31 березня 2011 року:
|          | Загалом | Допрацездатний вік | Працездатний вік | Постпрацездатний вік |
| -------- | ------- | ------------------ | ---------------- | -------------------- |
| Чоловіки | 160     | 35                 | 105              | 20                   |
| Жінки    | 155     | 32                 | 82               | 41                   |
| Разом    | 315     | 67                 | 187              | 61                   |